# Biserica de lemn din Bârsa

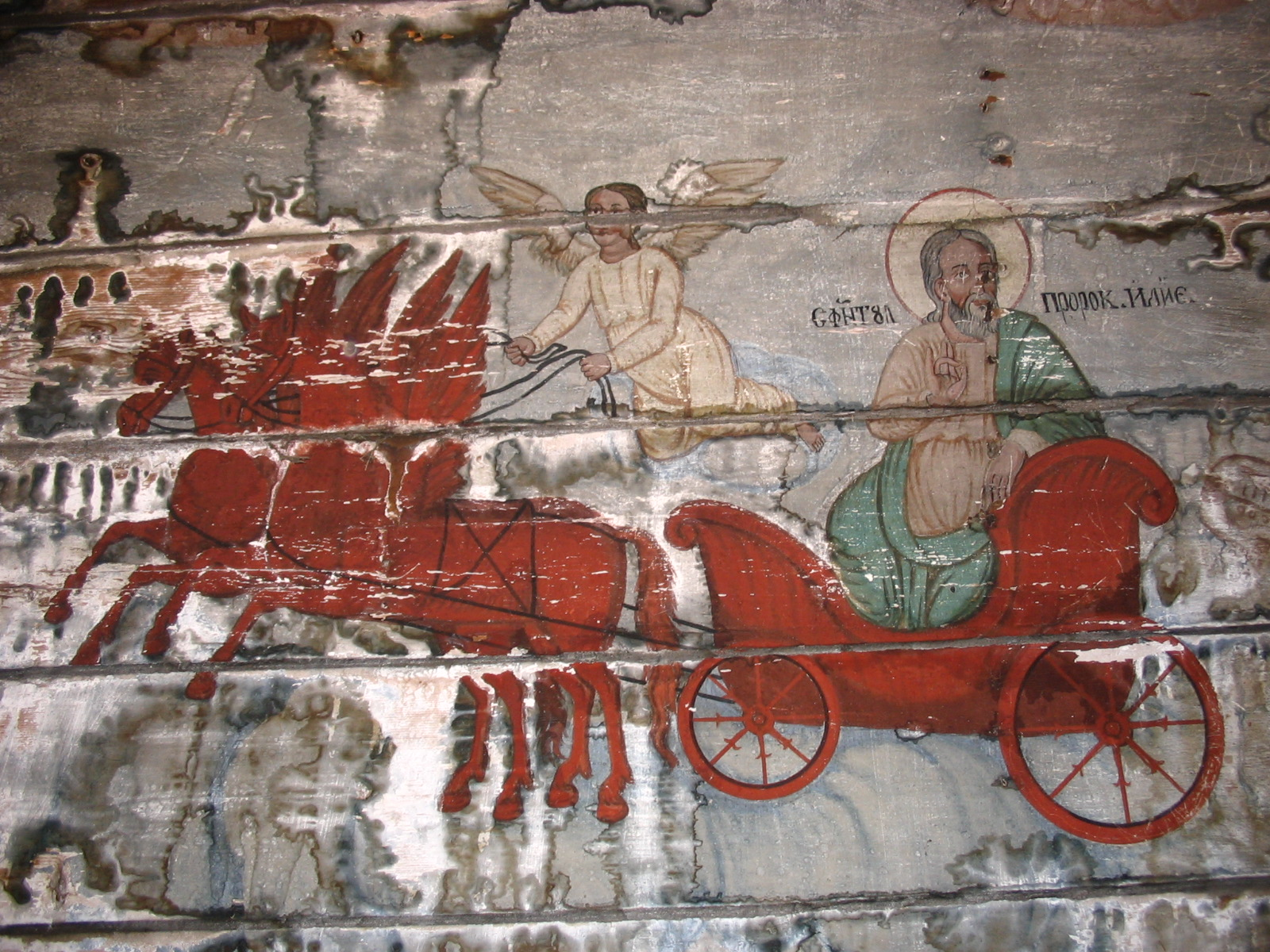
Sfântul Ilie. Biserica de lemn din Bârsa, 2005

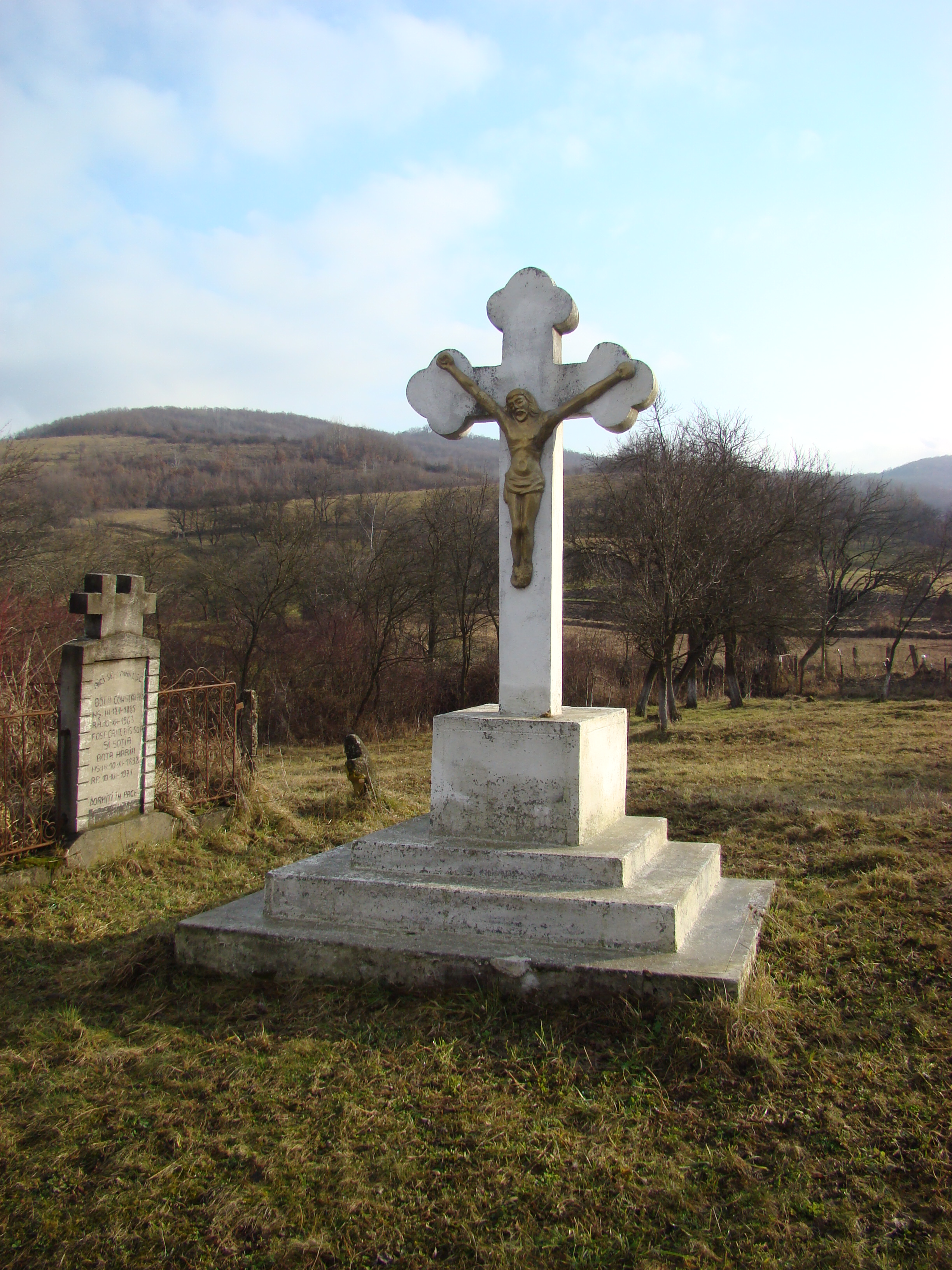

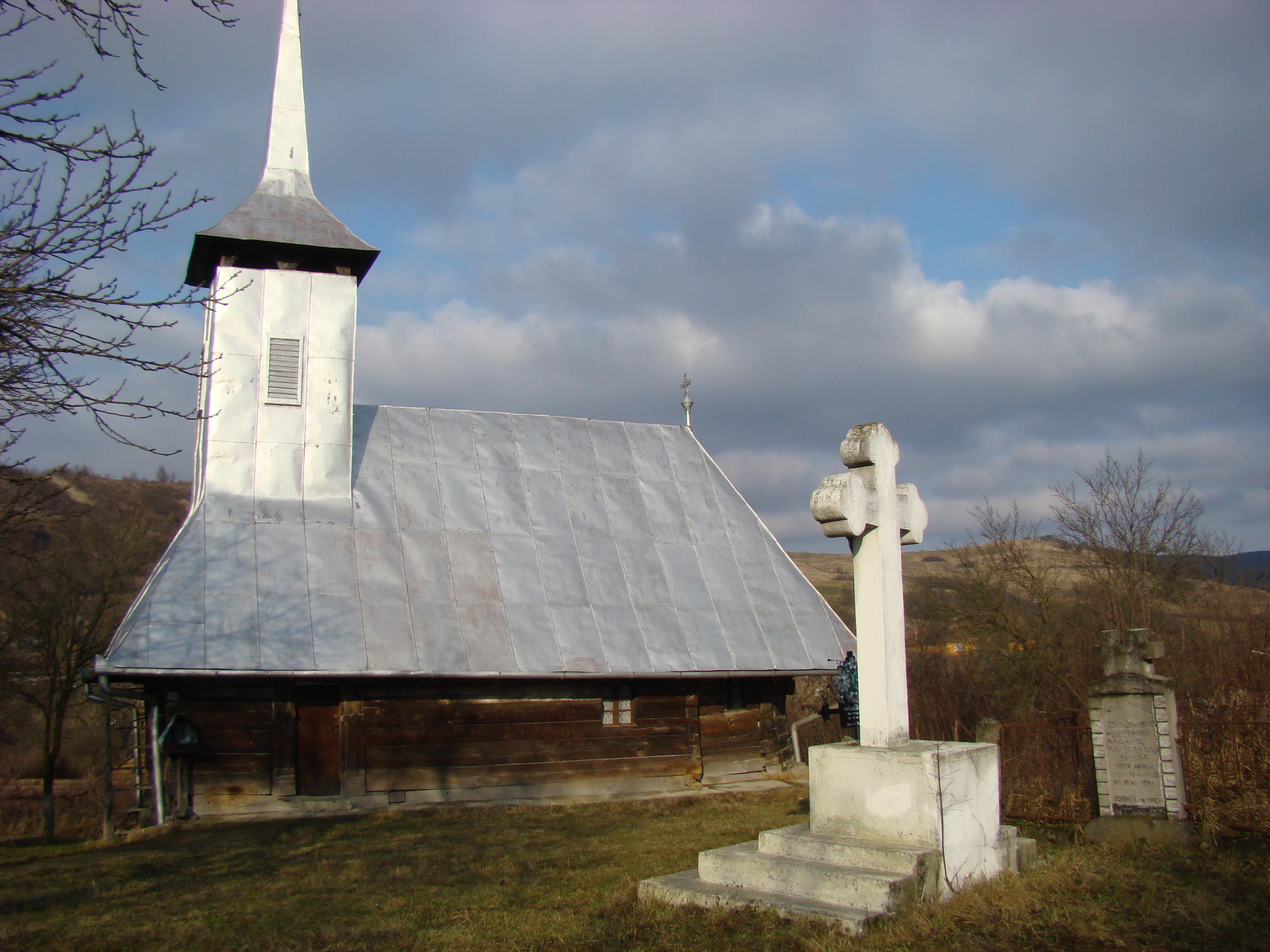
Biserica de lemn Sfântul Gheorghe din Bârsa, foto: februarie 2009.

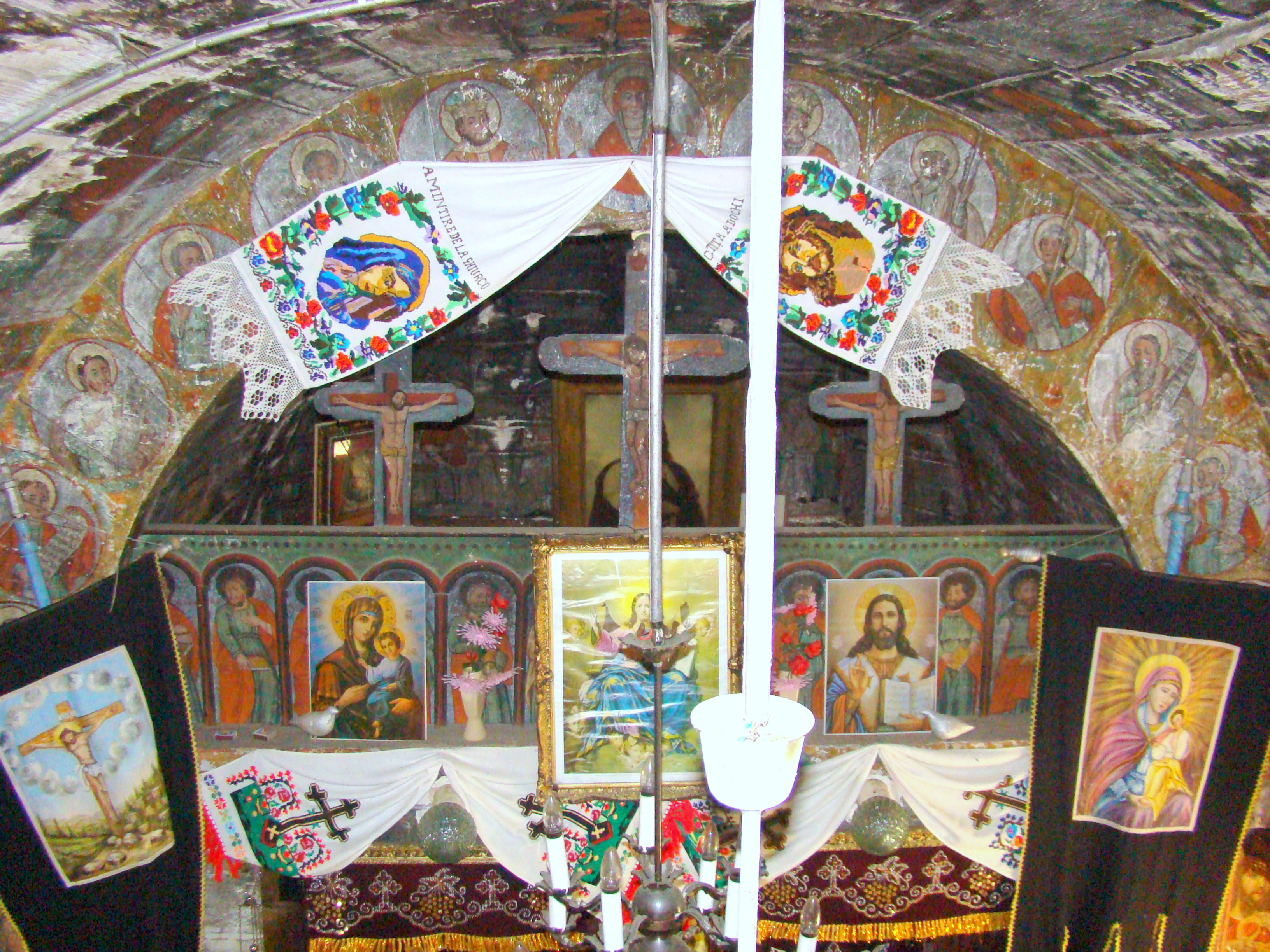

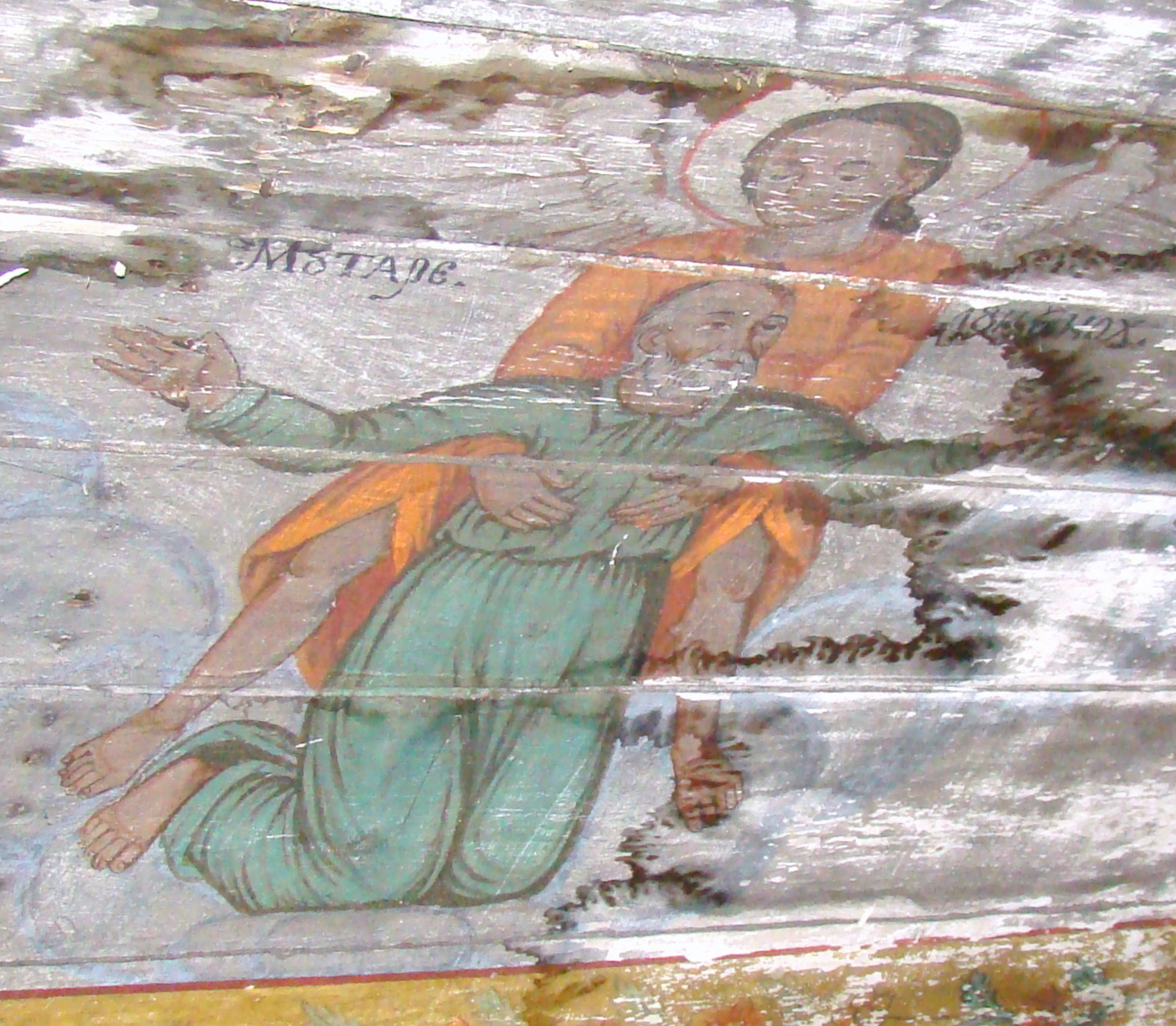
Mutarea lui Enoch

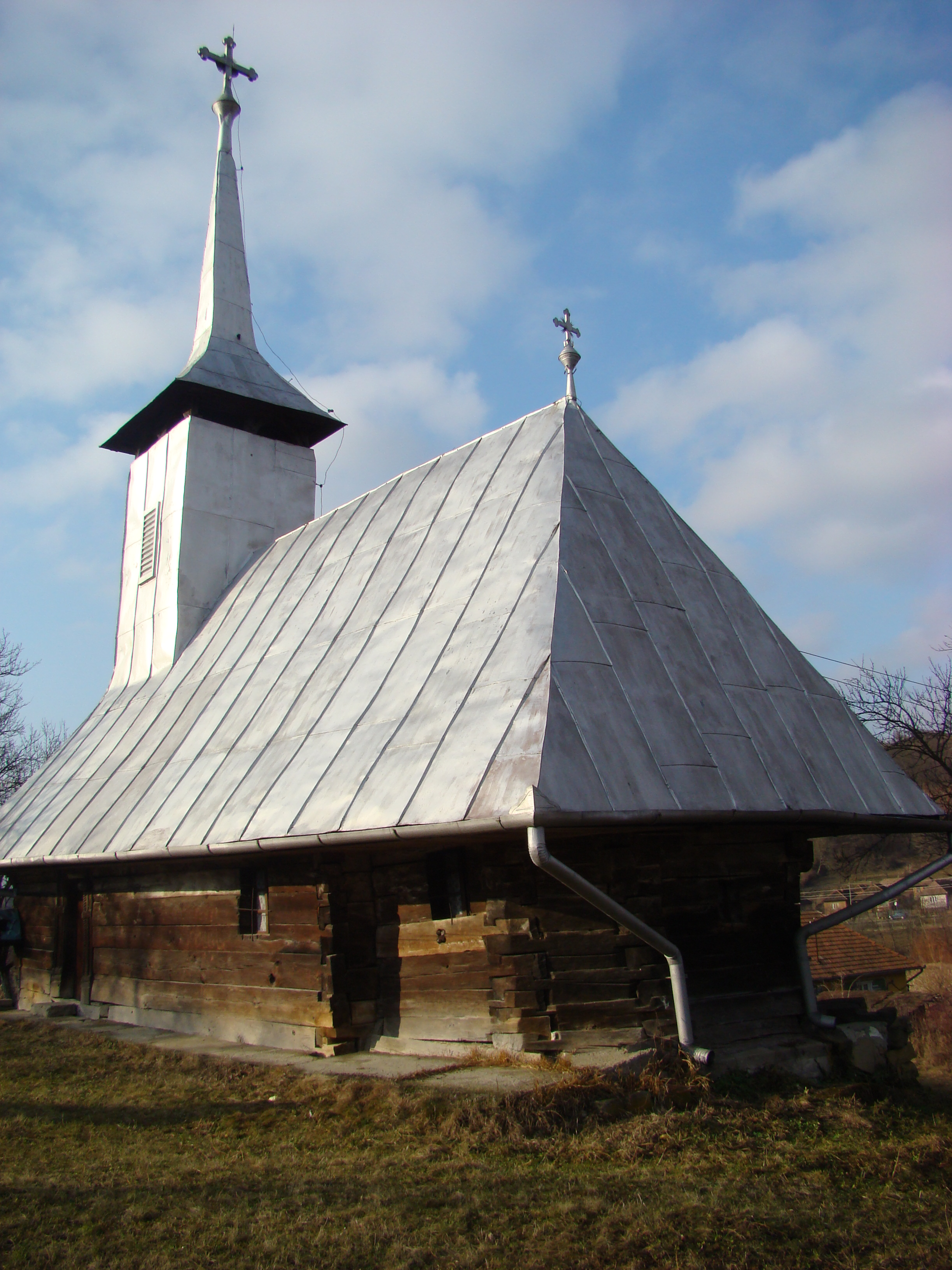

Biserica de lemn din Bârsa se află în localitatea omonimă din județul Sălaj și a fost ridicată cel mai devreme în prima jumătate a secolului 18. Are hramul „Sf. Gheorghe”.Biserica se află pe noua listă a monumentelor istorice sub codul LMI: SJ-II-m-A-05017.

## Istoric și trăsături
Biserica are un plan dreptunghiular, cu absida decroșată, poligonală, cu cinci laturi. Are un pronaos tăvănit, naosul este acoperit de o boltă semicilindrică, iar altarul are o boltă asemănătoare, care face trecera la conturul pereților prin intermediul  patru fâșii curbe. Biserica, ca și alte biserici din Sălaj, are temelia așezată direct pe pământ, pentru ca, la nevoie, să poată fi mutată cu ușurință.
Intrarea se află pe latura sudică și are ancadramentul decorat cu un chenar în frânghie, însoțit de un alt chenar din romburi duble, ce se unesc prin rozete. Frumos este și ancadrametul ușii dintre pronaos și naos, străbătut de un feston ce sfârșește în două frunzulițe, o rozetă marcând trecerea spre soclu, în care meșterul a sculptat denticuli, romburi, frânghii și rozete.
Pictura este puternic degradată, mai ales cea din pronaos. Inscripția aflată în altar consmenează numele zugravului și a preotului paroh de la acea vreme: „Această sfântă biserică s-au zugrăvit supt stăpânirea parohului Simeon Pop, cu toată strădania ficuratorului Onigă Onuț, cu ajutorul domnului Miclea Pal, anul 1838 iunie 29. Mâna lui Ioan Prodan zugravul.” Ioan Prodan este cel care a pictat și bisericile de lemn din Domnin și Bulgari.
Expresive sunt picturile din altar: „Coborârea de pe cruce”, „Punerea în mormânt” și „Învierea lui Hristos din morți”, alături de Sfinți Părinți și prooroci.

## Imagini

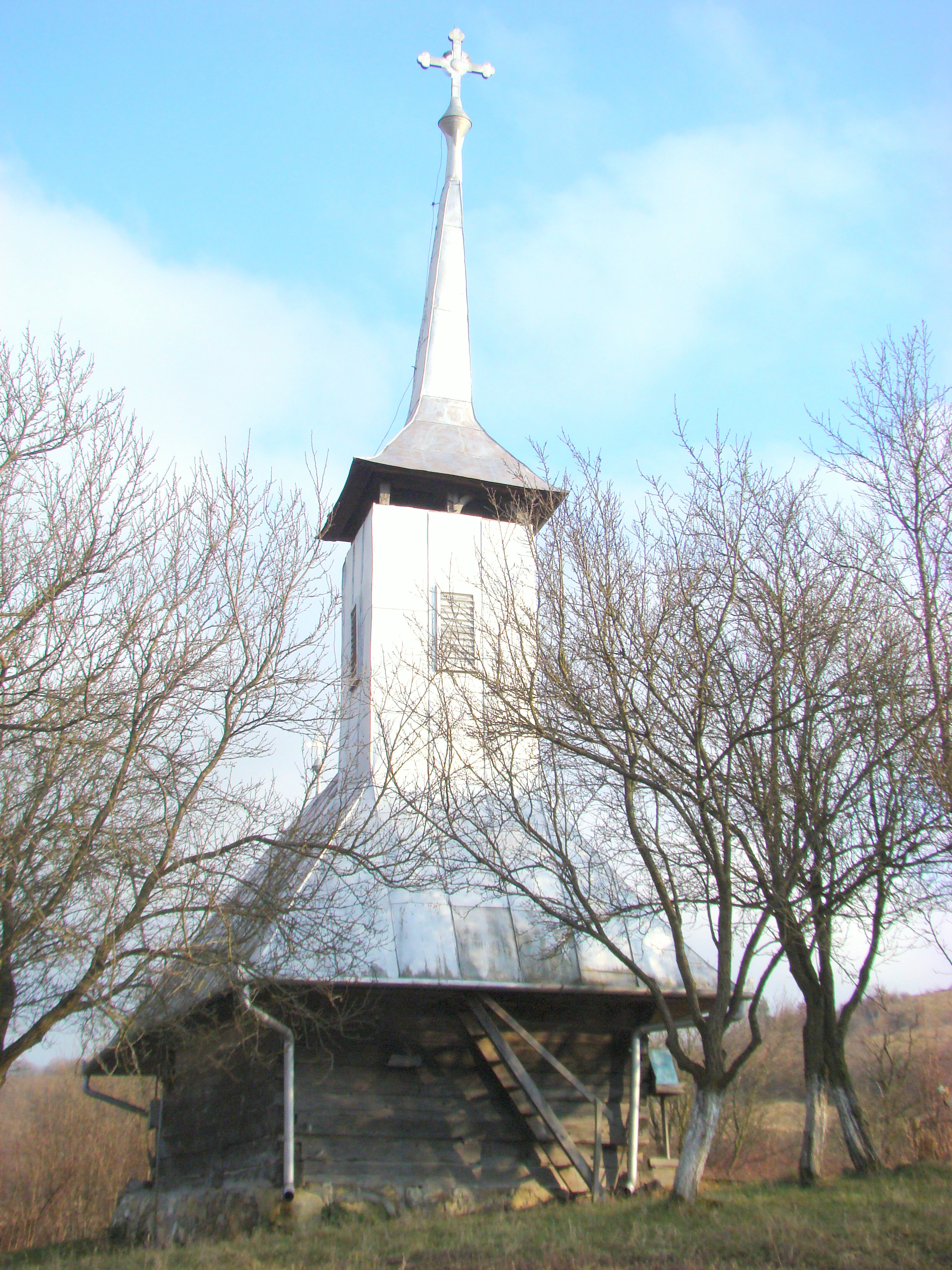
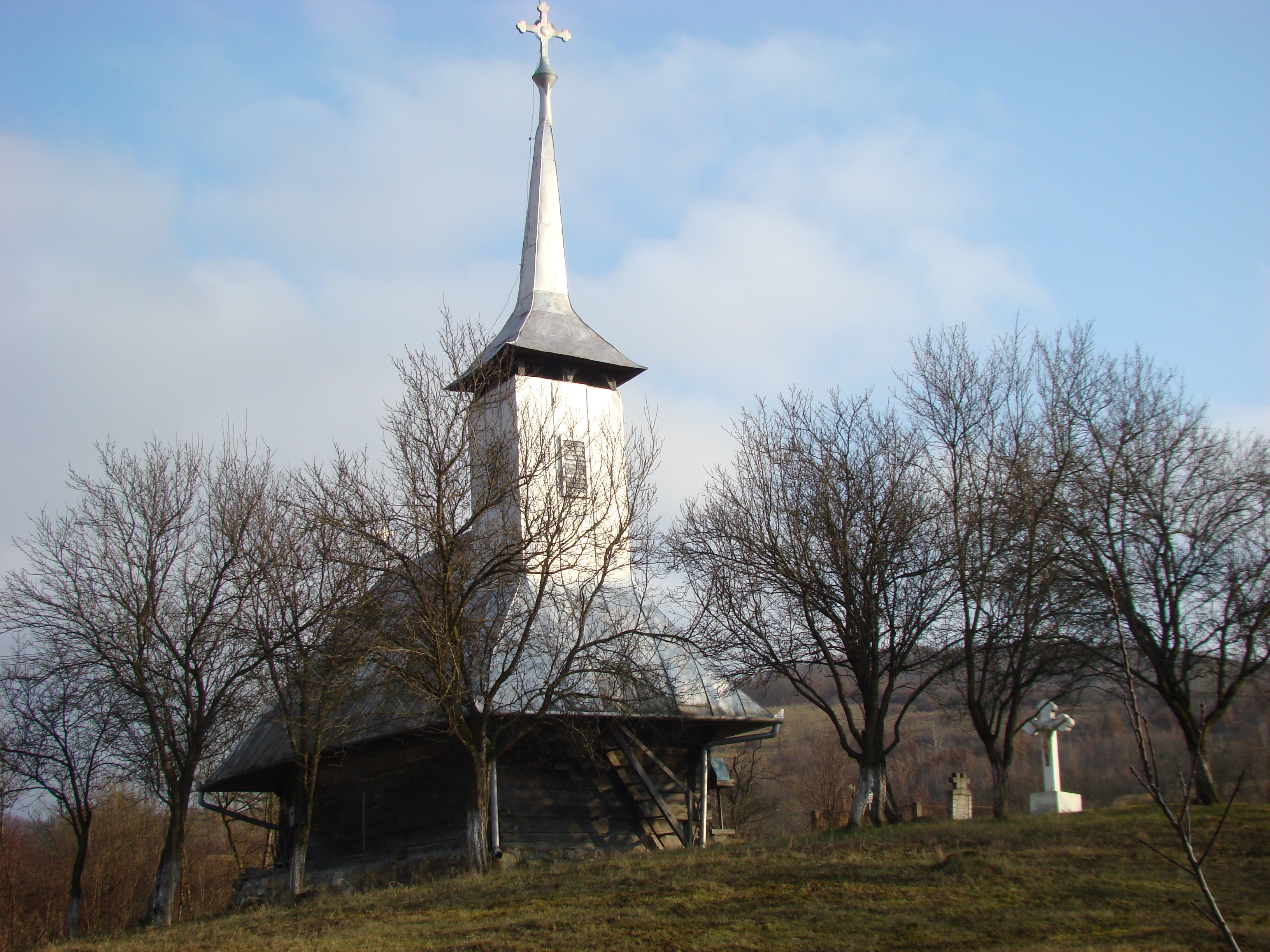
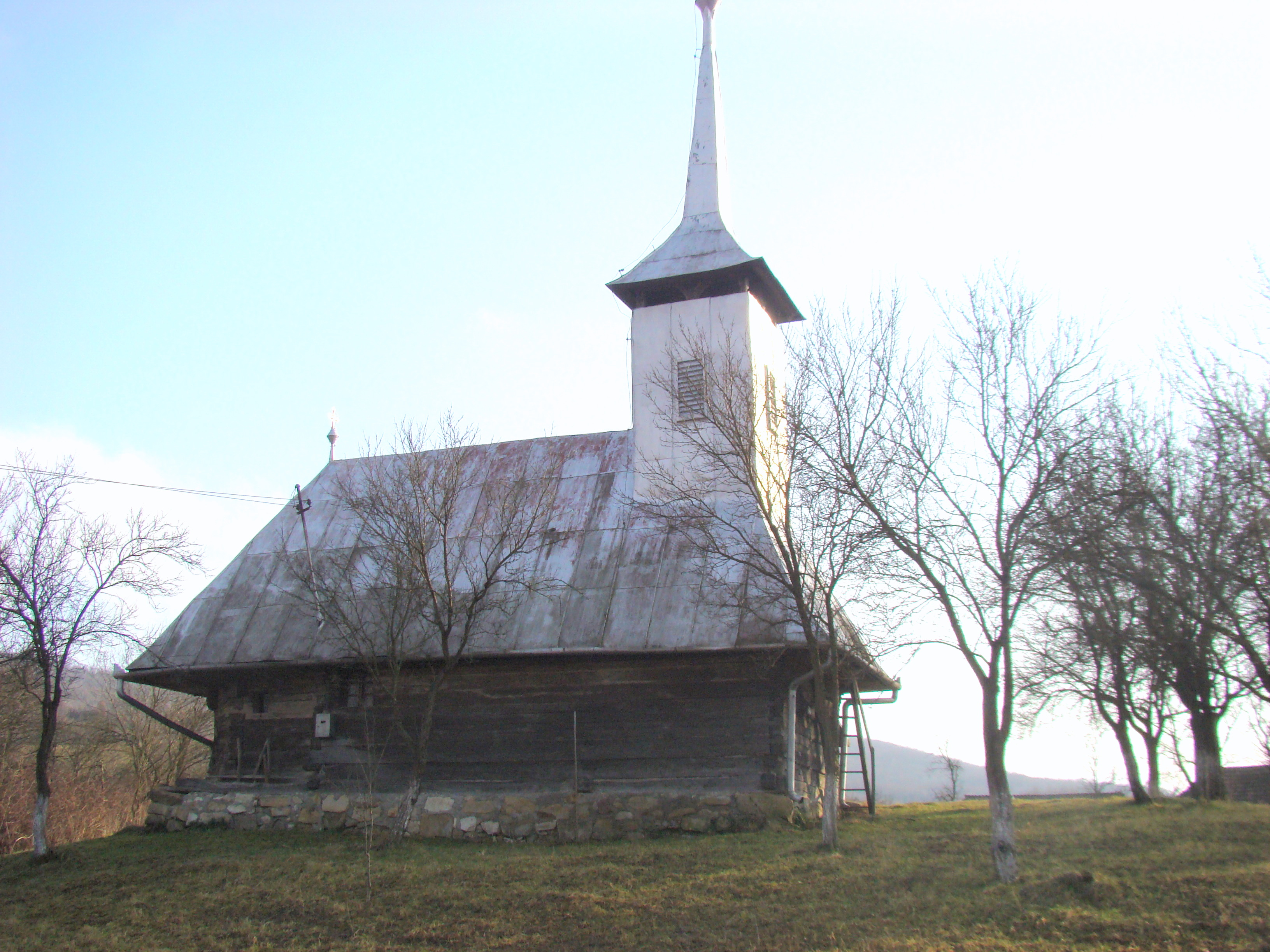
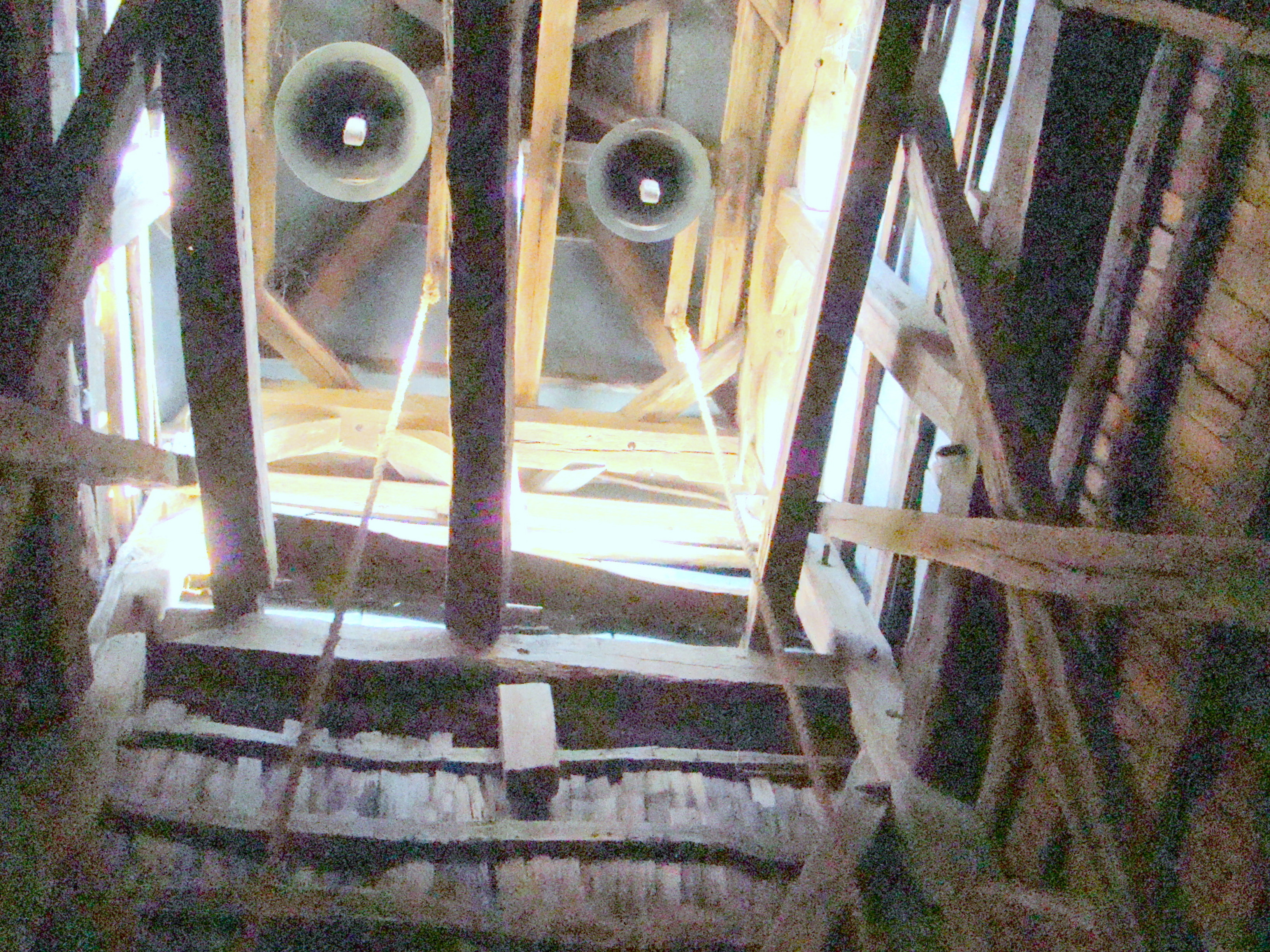
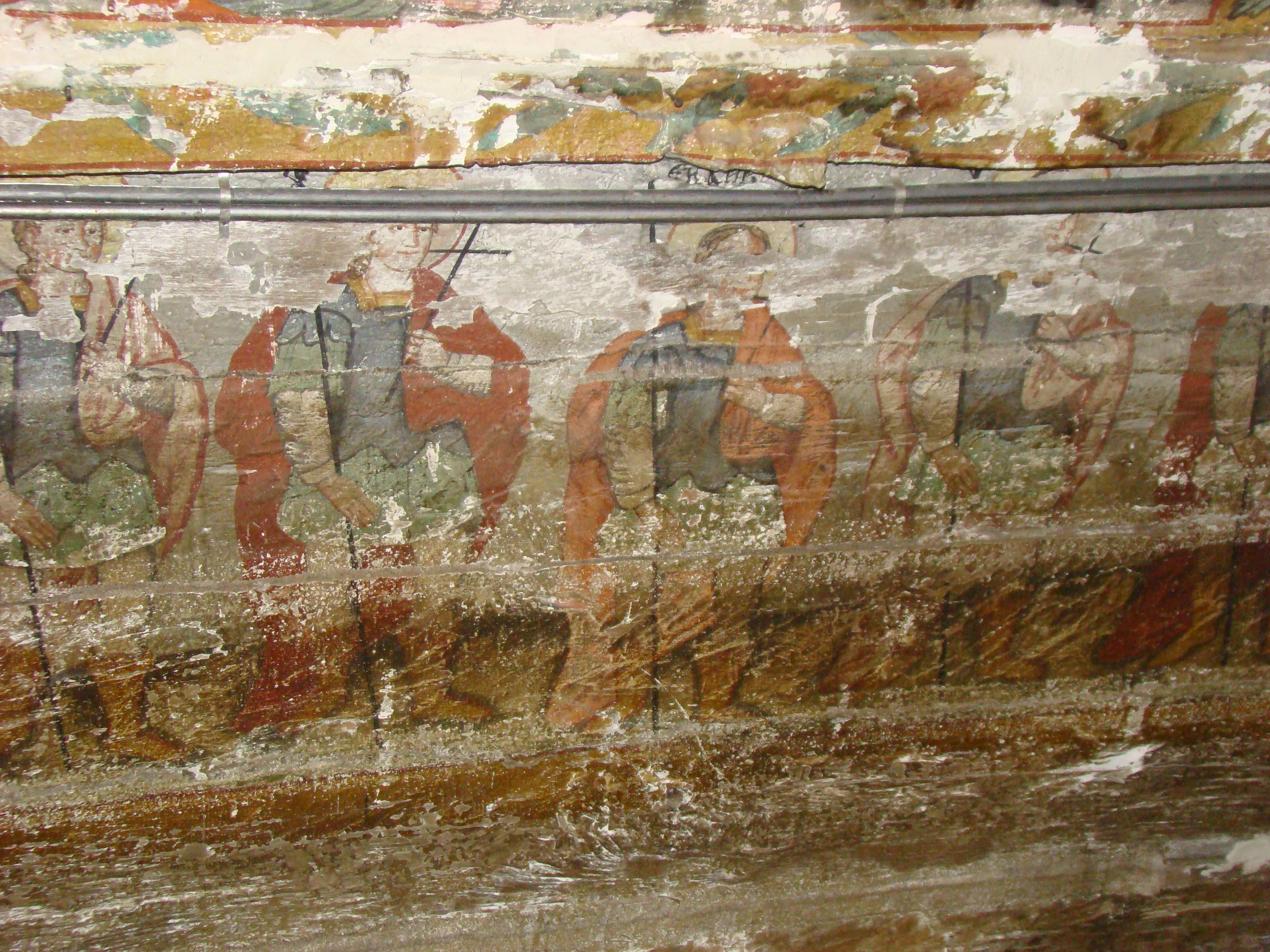
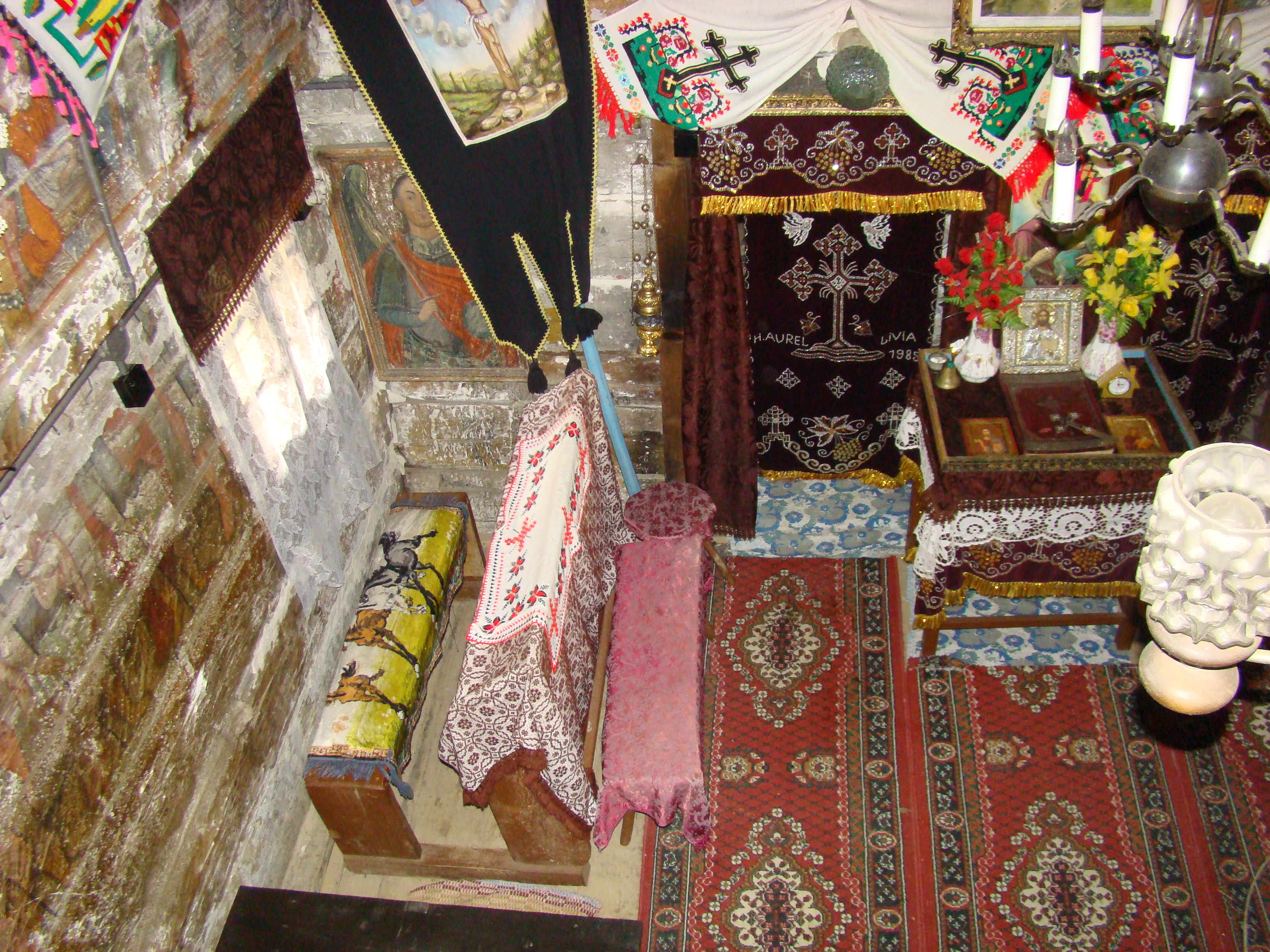
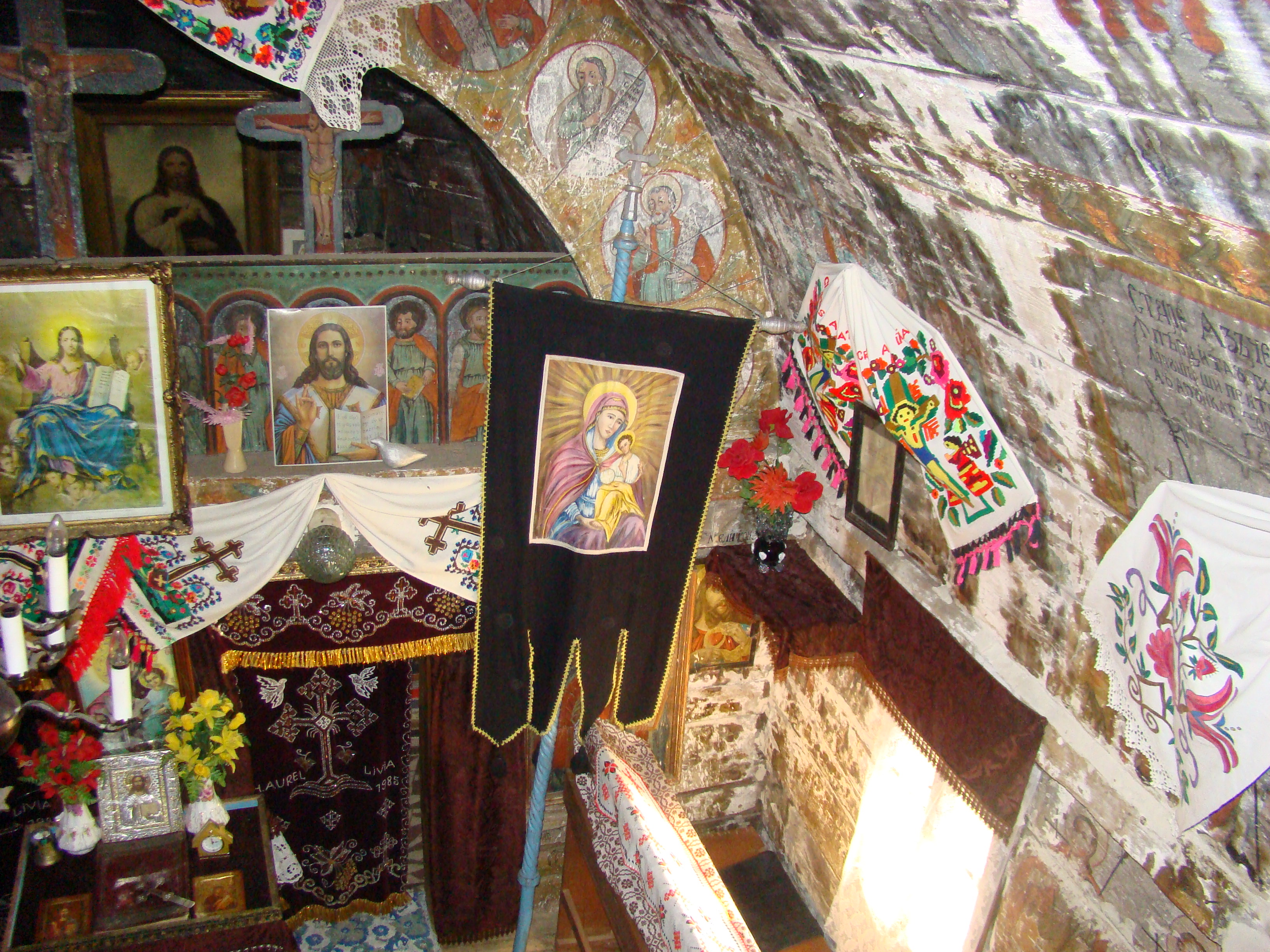
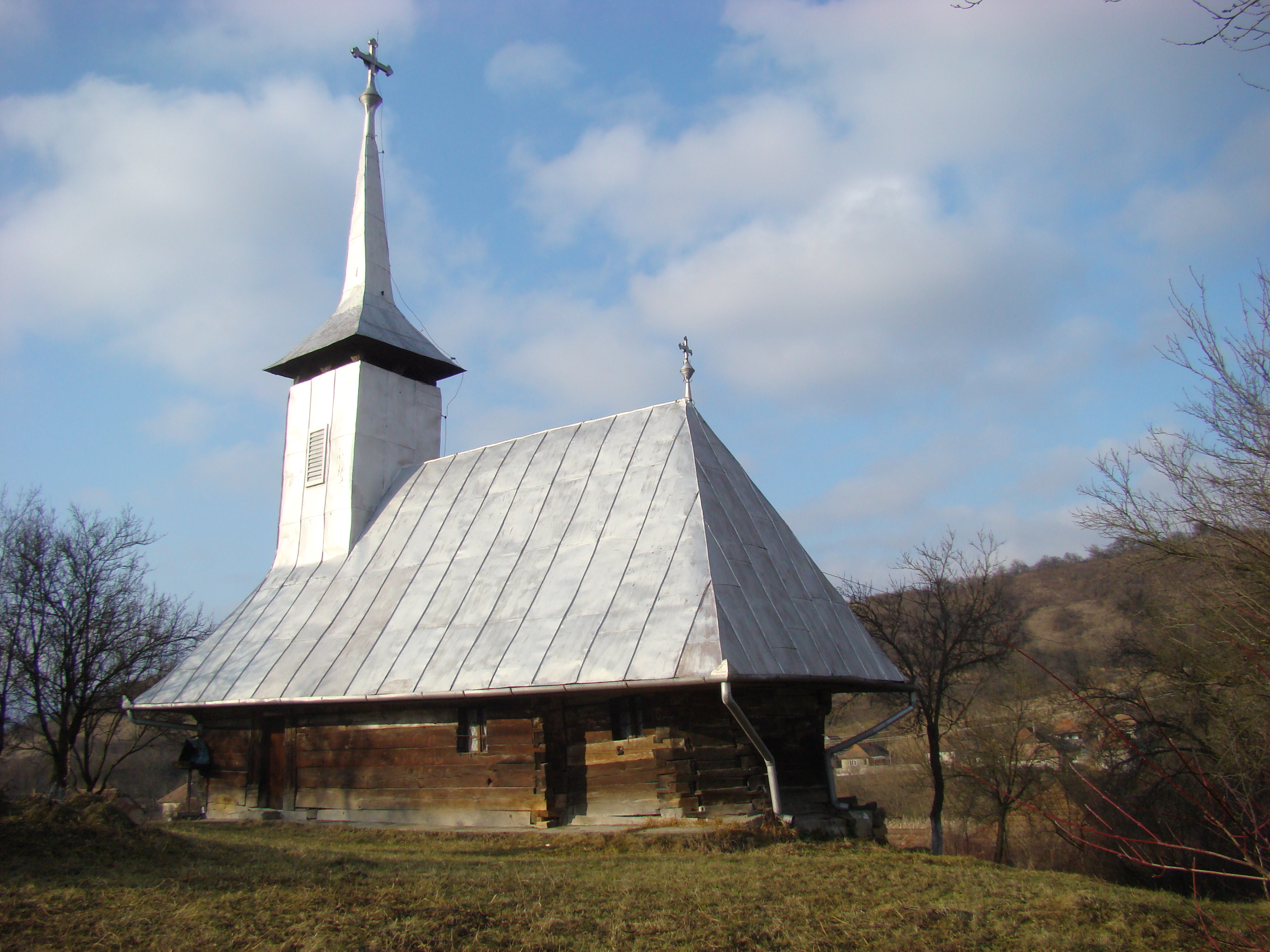
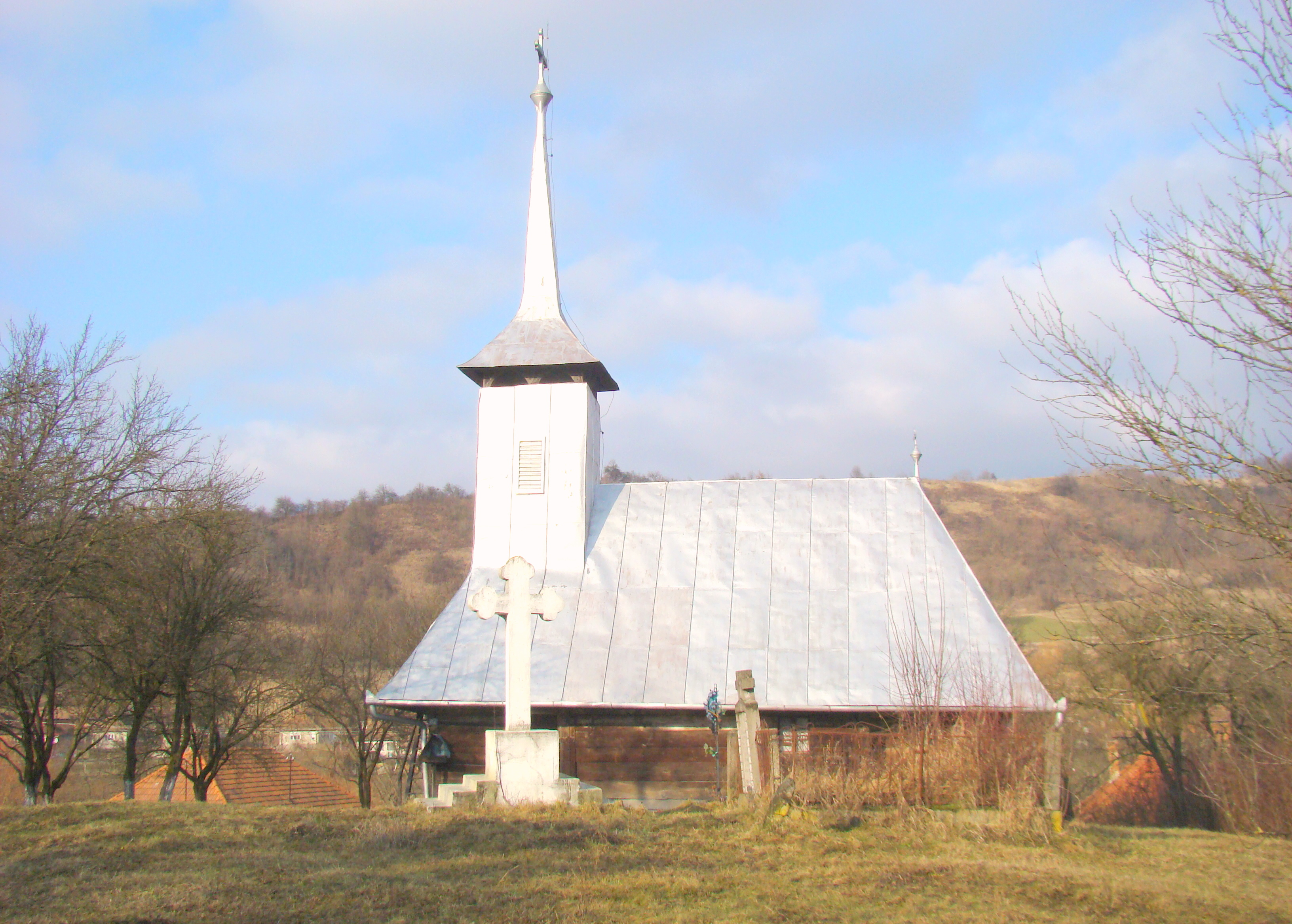
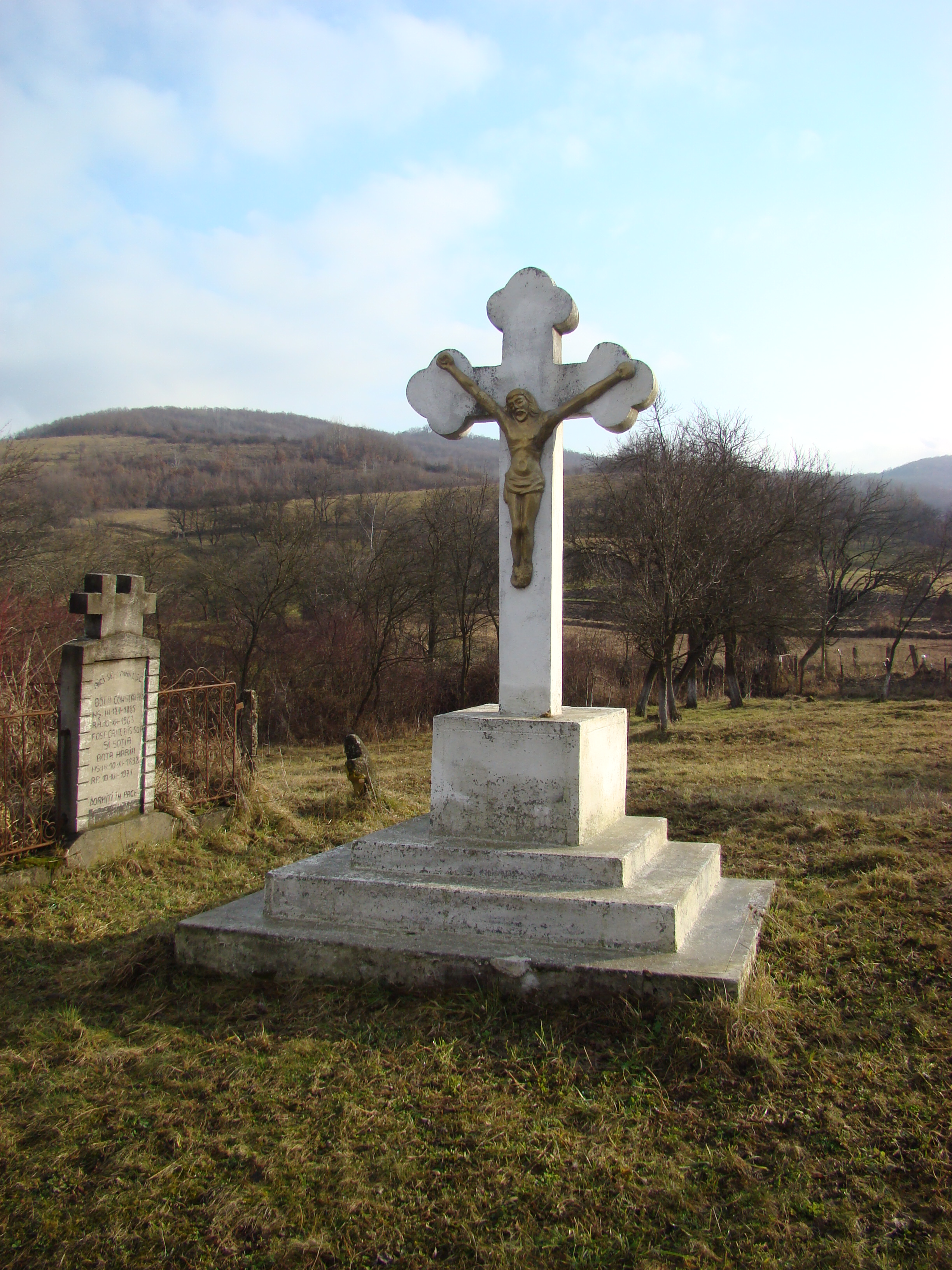
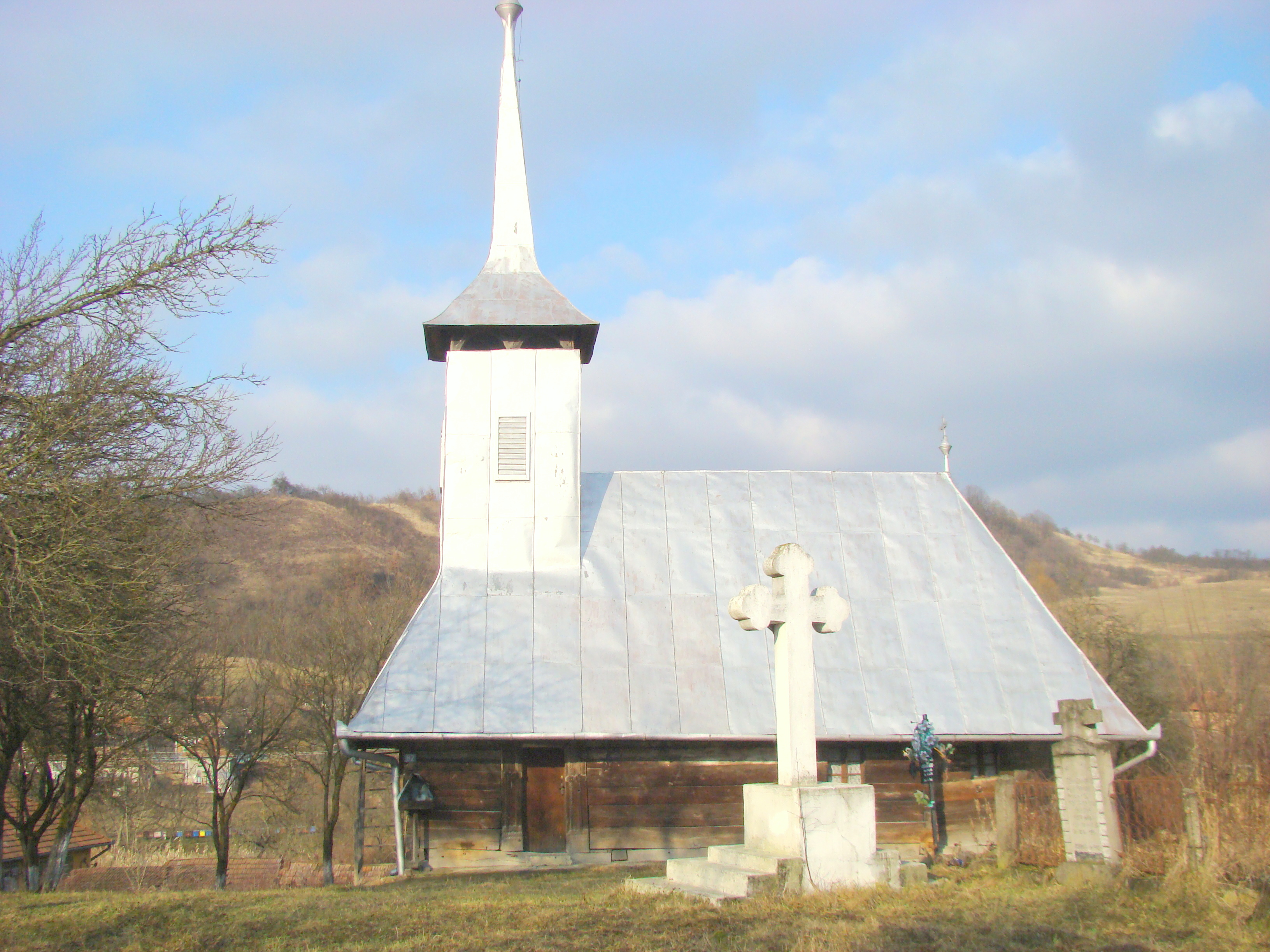
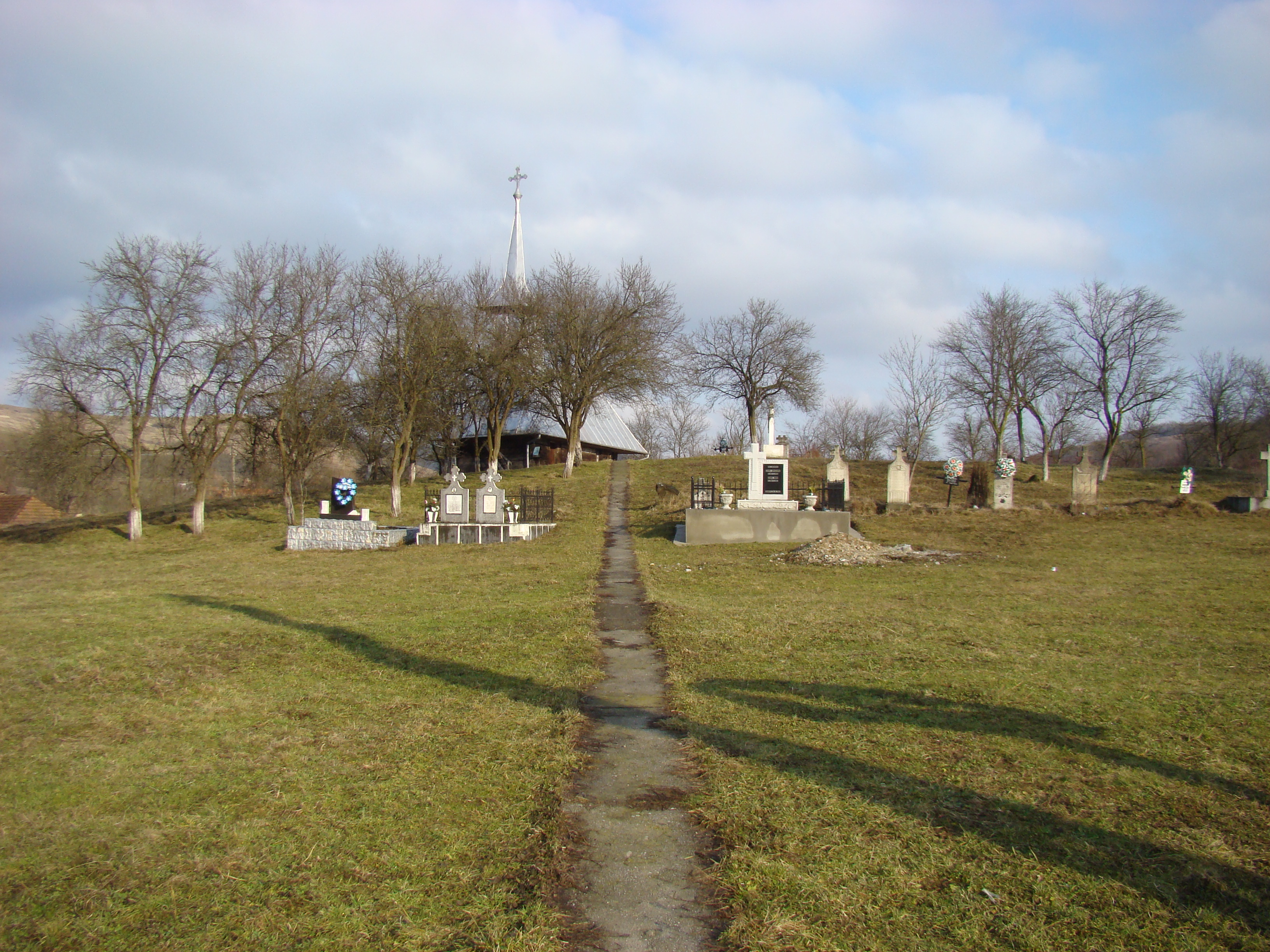